# Општина Бреаза (Бузау)
Бреаза (рум. Breaza) општина је у Румунији у округу Бузау.
Општина се налази на надморској висини од 333 m.